# (474063) 2016 JH3
(474063) 2016 JH3 es un asteroide perteneciente al cinturón de asteroides, descubierto el 22 de octubre de 2005 por el equipo del Spacewatch desde el Observatorio Nacional de Kitt Peak, Arizona, Estados Unidos.

## Designación y nombre
Designado provisionalmente como 2016 JH3.

## Características orbitales
2016 JH3 está situado a una distancia media del Sol de 2,565 ua, pudiendo alejarse hasta 2,869 ua y acercarse hasta 2,262 ua. Su excentricidad es 0,118 y la inclinación orbital 14,16 grados. Emplea 1501 días en completar una órbita alrededor del Sol.

## Características físicas
La magnitud absoluta de 2016 JH3 es 16,305.